# Prix scientifique Klung-Wilhelmy
Le prix scientifique Klung-Wilhelmy (1973 à 2001 : prix Otto-Klung, 2001 à 2007 : prix Otto-Klung-Weberbank, 2007 à 2013 : prix Klung-Wilhelmy-Weberbank) est un prix scientifique, qui chaque année, est remis à de jeunes scientifiques allemands spécialisés en chimie et en physique et âgés de moins de 40 ans.
Le choix des lauréats est fait au terme de la tenue de plusieurs commissions à l'Institut de chimie et biochimie et à l'Institut de physique à l'université libre de Berlin, impulsé également par des professeurs d'autres grandes écoles, en Allemagne ou à l'étranger, et issu de dossiers de chercheurs autant nationaux qu'internationaux de pointe. Les candidatures personnelles ne sont pas prises en considération.
La décision de choix est réservée aux fondations : la Fondation Otto-Klung (université libre de Berlin) et la Fondation Dr Wilhelmy. Ensemble, elles ont défini un but commun : intensifier l'extrême qualité de recherche scientifique de pointe et promouvoir de tels travaux en vue de l'obtention future de la reconnaissance internationale. Cinq lauréats ont plus tard reçu le prix Nobel.
Grâce à la coopération des fondations, le prix, décerné pour la première fois en 1973 par la Fondation Otto-Klung, est devenu depuis 2007 l'une des plus hautes dotations financières privées de prix scientifiques en Allemagne. La remise du prix, qui se fait depuis de nombreuses années en novembre, est publique.

## Lauréats
Les œuvres des lauréats se trouvent sur la page correspondante de la Wikipédia en allemand, la traduction en anglais dans la Wikipédia en anglais.
| Chimie                                                                           | Physique                                                                            |
| -------------------------------------------------------------------------------- | ----------------------------------------------------------------------------------- |
| 2024: Max Martin Hansmann                                                        | 2023: Hannes Bernien                                                                |
| 2022: Viktoria Däschlein-Gessner                                                 | 2021: Monika Aidelsburger                                                           |
| 2020: Franziska Schoenebeck                                                      | 2019: Titus Neupert                                                                 |
| 2018 : Philipp Kukura                                                            | 2017 : Claus Ropers                                                                 |
| 2016 : Stephan A. Sieber                                                         | 2015 : Tobias Kippenberg                                                            |
| 2014 : Hans Jakob Wörner                                                         | 2013 : Robert Huber                                                                 |
| 2012 : Tobias Ritter                                                             | 2011 : Dieter Braun                                                                 |
| 2010 : Stefan Hecht                                                              | 2009 : Volker Springel                                                              |
| 2008 : Frank Neese                                                               | 2007 : Martin Zwierlein                                                             |
| 2006 : Ingo Krossing                                                             | 2005 : Markus Greiner                                                               |
| 2004 : Peter H. Seeberger                                                        | 2003 : Joachim P. Spatz,                                                            |
| 2002 : Thomas Tuschl                                                             | 2001 : Jan Hendrik Schön, prix retiré                                               |
| 2000 : Matthias Drieß                                                            | 1999 : Roland Ketzmerick                                                            |
| 1998 : Michael Famulok                                                           | 1997 : Stephan Schiller                                                             |
| 1996 : Carsten Bolm                                                              | 1995 : Thomas Elsässer                                                              |
| 1994 : Wolfgang Schnick                                                          | 1993 : Karl Dieter Weiss                                                            |
| 1992 : Stefan Jentsch                                                            | 1991 : Hermann Nicolai                                                              |
| 1990 : Klaus Rademann                                                            | 1989 : Gisela Schütz                                                                |
| 1988 : Gerhard Bringmann                                                         | 1987 : Johannes Georg Bednorz, - Prix Nobel 1987 avec Karl Alex Müller              |
| 1986 : Hartmut Michel, - Prix Nobel 1988 avec Johann Deisenhofer et Robert Huber | 1985 : Horst Störmer, - Prix Nobel 1998 avec Daniel Chee Tsui et Robert B. Laughlin |
| 1984 : Martin Quack                                                              | 1983 : Gerd Binnig, - Prix Nobel 1986 avec Heinrich Rohrer                          |
| 1982 : Wolfgang A. Herrmann                                                      | 1981 : Gerhard Mack                                                                 |
| 1980 : Helmut Schwarz                                                            | 1979 : Theodor W. Hänsch, - Prix Nobel 2005 avec Roy J. Glauber et John Lewis Hall  |

De 1973 à 1978, le prix Otto-Klung a été attribué seul par la Fondation Otto-Klung comme un prix pour les jeunes candidats du département de chimie et de physique à l'université libre de Berlin pour des résultats académiques remarquables aux étudiants diplômés et postdoctoraux : Klaus-Peter Dinse (physique 1973), Wolf-Dietrich Hunnius et Rolf Minkwitz (chimie 1974), Michael Grunze (chimie 1975), Günther Kerker (physique 1976), Wolfgang Lubitz (chimie 1977), Andreas Gaupp (physique 1978).

## Voir également
- Liste de prix de physique